# Goggle Five
Goggle Five (大 戦隊 ゴーグルファイブ?, Dai sentai Gōguru Faibu) è stata una serie televisiva giapponese tokusatsu. È la sesta opera della serie super sentai della Toei Company di serie drammatiche tokusatsu. La serie è stata trasmessa in Giappone su TV Asahi dal 6 febbraio 1982 al 21 gennaio 1983, per un totale di 50 episodi. Il titolo inglese internazionale della serie è semplicemente Goggle V.
Fu trasmesso in Italia a partire dal marzo 1992 su alcune emittenti locali e su Italia 7.

## Trama
L'Impero nero della morte distrugge un castello dove fanno esperimenti scientifici in Germania. Il dottor Hongou fonda nel futuro un altro laboratorio per salvare il mondo e poi recluta cinque ragazzi tra cui Akama che aveva salvato precedentemente per formare la squadra dei Goggle V e fermare l'Impero nero della morte.

## Episodi
1. Goggle Five (暗黒科学の来襲?, Ankoku Kagaku no Raishū)
2. L'Uomo Meccanico (起て！未来の戦士?, Tate! Mirai no Senshi)
3. L'ostaggio (デストピアを撃て?, Desutopia o Ute)
4. Il Ragno Robot (ムクムク暗黒地雷?, Mukumuku Ankoku Jirai)
5. La leggenda del gigante (悪魔がひそむ昔話?, Akuma ga Hisomu Mukashibanashi)
6. Furto di gioielli (悪役レスラーの愛?, Akuyaku Resurā no Ai)
7. Il mostro fantasma (幽霊になったパパ?, Yūrei ni Natta Papa)
8. Scambio di persona (狙われた美人博士?, Nerawareta Bijin Hakase)
9. Il villaggio del passato (地獄のキノコ村?, Jigoku no Kinoko Mura)
10. La pianta assassina (珍種ポマトの秘密?, Chinshu Pomato no Himitsu)
11. Il guardiano della montagna (恐怖のマグマ作戦?, Kyōfu no Maguma Sakusen)
12. Il piccolo bugiardo (嘘から出た砂地獄?, Uso Kara Deta Suna Jigoku)
13. Terremoto (大暴れ地底ナマズ?, Ōabare Chitei Namazu)
14. Il raggio di fuoco (大変だ！地球沈没?, Taihen Da! Chikyū Chinbotsu)
15. L'ape mortale (甦る悪魔の大元帥?, Yomigaeru Akuma no Daigensui)
16. Stelle marine (レッド！危機一髪?, Reddo! Kikiippatsu)
17. Lo spirito del fiume (カッパ少年の涙?, Kappa Shōnen no Namida)
18. Un amico prezioso (大人が消える日?, Otona ga Kieru Hi)
19. Virus paralizzante (お化け屋敷の秘密?, Obakeyashiki no Himitsu)
20. Fiori di cactus (死の花毒サボテン?, Shi no Hana Doku Saboten)
21. Pesci pietrificati (恐怖！魚が化石に?, Kyōfu! Sakana ga Kaseki ni)
22. La vendetta delle bambole (呪い人形の攻撃！?, Noroi Ningyō no Kōgeki!)
23. Il granchio inquinante (シャボン玉大作戦?, Shabondama Dai Sakusen)
24. Il camaleonte (見えない敵を倒せ?, Mienai Teki o Taose)
25. Mostri del passato (恐竜は悪魔の使者?, Kyōryū wa Akuma no Shisha)
26. Perdita di memoria (ブラック！大逆転?, Burakku! Dai Gyakuten)
27. Foresta umana (人間ジャングル！?, Ningen Janguru!)
28. Lo squalo (甦った亡霊モズー?, Yomigaetta Bōrei Mozū)
29. La città addormentata (眠りの街の恐怖?, Nemuri no Machi no Kyōfu)
30. Il samurai (猪苗代の黄金魔剣?, Inawashiro no Ōgon Maken)
31. Il serpente (ブルー！大突撃!?, Burū! Dai Totsugeki!)
32. Mondo marino (ドキッ骨ぬき人間?, Dokihhone-nuki Ningen)
33. Il dono dell'immortalità (シーザー大爆破？！?, Shīzā Dai Bakuha?!)
34. La nuova arma (出た！黄金必殺技?, Deta! Ōgon Hissatsu-waza)
35. La iena affamata (鉄喰い人間の襲撃?, Tetsu-kui Ningen no Shūgeki)
36. La sfida (決闘！0・3秒！?, Kettō! Rei ten San byō!)
37. Previsioni del tempo (謎の爆撃機を撃て?, Nazo no Bakugekiki o Ute)
38. Il mini allenatore (友情のアタック！?, Yūjō no Atakku!)
39. Misteriose sparizioni (悪魔の人食い絵本?, Akuma no Hitokui Ehon)
40. Pericolo alla base (秘密基地が危ない?, Himitsu Kichi ga Abunai)
41. La superseta (変身パパの大冒険?, Henshin Papa no Daibōken)
42. Gita scolastica (暗殺！サソリの罠?, Ansatsu! Sasori no Wana)
43. La mappa del tesoro (死闘！小判争奪戦?, Shitō! Koban Sōdatsusen)
44. Tempesta di sabbia (あ！食べ物が砂に?, A! Tabemono ga Suna ni)
45. I falsi Goggle Five (二人のブラック！?, Futari no Burakku!)
46. Il profumo delle illusioni (超エネルギー出現?, Chō Enerugī Shutsugen)
47. La super energia (これが最終兵器だ?, Kore ga Saishū Heiki Da)
48. Distruzione alla base (秘密基地最後の日?, Himitsu Kichi Saigo no Hi)
49. Combattere o morire (将軍！最後の挑戦?, Shōgun! Saigo no Chōsen)
50. Addio amici (進め！輝く未来へ?, Susume! Kagayaku Mirai e)